# 1,2-Cyclohexandion
1,2-Cyclohexandion ist eine chemische Verbindung aus der Gruppe der Ketone. Es ist neben 1,3-Cyclohexandion und 1,4-Cyclohexandion eines der drei möglichen Cyclohexandione.

## Synthese
1,2-Cyclohexandion entsteht bei der Oxidation von Cyclohexanon mit Selensäure.

## Eigenschaften
Die Enol-Form von 1,2-Cyclohexandion ist nach DFT-Rechnungen um etwa 1 kcal/mol günstiger als die Diketon-Form.
1,2-Cyclohexandion ist oxidationsempfindlich gegenüber Luft. Es bildet eisartige Kristalle, die an der Luft gelbgrün anlaufen.

## Anwendung
Aus 1,2-Cyclohexandion können  viele Diimin- und Dioxim-Verbindungen gewonnen werden, die z. B. als Liganden verwendet werden können.